# WarioWare, Inc.: Minigame Mania
WarioWare, Inc.: Minigame Mania Japans voor (メイドインワリオ Made In Wario) is een computerspel voor de Game Boy Advance. Het werd uitgebracht op 23 mei 2003. De speler krijgt in dit deel uit de WarioWare-reeks opnieuw minigames voorgeschoteld die in 5 seconden tijd moeten worden opgelost. WarioWare, Inc.: Minigame Mania maakt hierbij gebruik van de knoppen op de Game Boy Advance.

## Trivia
- Het spel is opgenomen in het boek 1001 Video Games You Must Play Before You Die van Tony Mott.
- In de VS is het spel uitgebracht als WarioWare, Inc.: Mega Microgames!